# Śniardewno
Śniardewno (niem. Spirding, Forsthaus) – osada w Polsce położona w województwie warmińsko-mazurskim, w powiecie mrągowskim, w gminie Mikołajki. 
W latach 1975–1998 miejscowość administracyjnie należała do województwa suwalskiego.
Źródło: TERYT